# Louis IV de Bueil
Pour les autres membres de la famille, voir Famille de Bueil.
Pour les articles homonymes, voir Bueil.
Louis IV de Bueil (avant 1513 - mort 1563 ou 1565), dit le Bègue?, grand échanson du roi de France, chevalier de l'ordre du roi, comte de Sancerre (1537-1563), gouverneur d'Anjou, de Touraine et du Maine, baron de Châteaux, de Saint-Christophe en Touraine, seigneur de Courcillon, de Vailly, etc. Issu de la famille de Bueil, il est le fils de Jacques de Bueil et de Jeanne de Sains, sa seconde femme. 
Il se signala sous François Ier, Henri II, François II et Charles IX. Il fut blessé à la bataille de Marignan, et fait prisonnier à celle de Pavie. 
En 1527, Louis de Bueil, comte de Sancerre depuis la mort de son frère Charles de Bueil, agissant comme seigneur féodal, aurait confirmé aux moines de Fontmorigny, la dîme de Boisgibault. Il fut fait grand échanson du roi de France et capitaine de la deuxième compagnie des Cent Gentilshommes ordinaires de la Maison du Roi en 1557
Le 13 ou 23 janvier 1534, Louis IV épouse Jacqueline de La Trémouille († 1599), baronne de Marans, de Sainte-Hermine, de Brandois, de La Mothe-Achard et de Gençay, fille de François, vicomte de Thouars. Il hérita en 1537 le comté de Sancerre de Jean VI de Bueil, son neveu, et Jacqueline mit au monde leur fils Claude de Bueil (décédée en 1596), frère cadet de Jean VII de Bueil (décédée en 1638). 
Il arrêta en 1544, toute l'armée de Charles Quint devant Saint-Dizier, dont il fit lever un moment le siège. 
Louis de Bueil comparut à la rédaction de la coutume de Berry, en 1539, par Claude Arroust, gouverneur et capitaine du comté de Sancerre, et par Jean Arnault, son procureur général. Les habitants de Sancerre et les vicaires de la communauté de Saint-Jean de la même ville y comparurent aussi, par Noel Benier, lieutenant au même comté. Ils alléguèrent qu'ils avaient comparu à la rédaction de la coutume de Lorris, par laquelle ils étaient régis, et protestèrent que leur comparution à celle de Berry ne pourrait préjudicier en rien à leurs droits, privilèges et usages. Les avocats du roi et les commissaires n'eurent point d'égard à leurs protestations; et depuis, sous prétexte que Sancerre été enclavé dans le duché de Berry, les officiers du bailliage de Bourges firent tous leurs efforts pour assujettir ce comté aux coutumes de Berry. Louis de Bueil s'y opposa constamment et obtient d'Henri II, le 18 septembre 1557, des lettres patentes, portantes permission au comte de Sancerre, de relever directement au parlement les appellations des sentences de son juge, quand il serait question si ses terres sont régies par Lorris: ces lettres furent enregistrées au parlement.
Ce fut un des seigneurs qui après la malheureuse bataille de Saint-Quentin (1557), sauvèrent la plus grande partie de la cavalerie, et qui s'étant retirés à la Fère, pourvurent à la conservation des places de la frontière, dans le temps que les ennemis ne se vantaient pas de moins, que de pénétrer jusqu'à Paris. Lors de la conjuration d'Amboise, Louis IV rendit de grands services au roi et retint Tours dans le devoir. On dit qu'il fut le seul des seigneurs de la cour qui refusa de signer l'arrêt contre le prince de Condé.
L'écrivain Brantôme assure, qu'il fut « un très brave, sage et vaillant capitaine; qu'il avait la façon très belle et honorable présentation; homme de bien et d'honneur, n'ayant jamais dégénéré de ses prédécesseurs ».
Louis IV décède en 1563 ou 1565.
7 enfants :
- Jean VII de Bueil, comte de Sancerre ;
- Claude, seigneur de Courcillon, de La Marchère, mort en 1596 ; épouse Catherine, fille de René de Montecler, seigneur de Bourgon ;
- Anne, épouse Honorat de Bueil, seigneur de Fontaines (cf. l'article Jean IV) ;
- Jacqueline, épouse François de Montalais, seigneur de Chambellay, puis Charles de Chahanay, seigneur de Chéronne ;
- Gabrielle, épouse (ou seulement fiancée) d'Edmond/Esmé II, fils d'Esmé Ier Stuart, seigneur d'Aubigny et duc de Lennox ;
- Françoise, abbesse de Bonlieu ;
- Louise, abbesse de Beaumont-lès-Tours.

Sa petite-fille, Jacqueline de Bueil, comtesse de Moret, fille de Claude de Bueil, fut l'une des maîtresses du roi Henri IV et la mère d'Antoine de Bourbon-Bueil (1607-1632) ; aussi l'une des ancêtres de l'impératrice Sissi par son mariage avec René II Crespin du Bec, marquis de Vardes.
Louis IV participe aux sièges de Landrecies en 1543 et de Saint-Dizier en 1544. Marie de Broc, abbesse de l'Abbaye de Bonlieu, rendit aveux pour la métairie de Couart, paroisse de Dissay-sous-Courcillon, à Louis de Bueil en tant que seigneur de Courcillon en 1548.

## Le siège de Saint-Dizier
En tant que commandant de Saint-Dizier, il dirige la défense héroïque de la ville lors du siège de 1544. Pour résister aux troupes de Charles Quint et de ses capitaines Ferdinand de Gonzague et René de Chalon-Nassau prince d'Orange, Louis et Eustache de Bimont, dit le capitaine Lalande, peuvent compter sur 2 000 soldats, 100 gens d’armes du duc D’Orléans, 800 bourgeois et 75 jeunes gens. 
Louis IV de Bueil a fait hisser en haut du clocher de l’église tout au long du siège des canons qui visent le cantonnement espagnol, au sud. Lors de l'assaut du 15 juillet, les assiégés se défendent vigoureusement, malgré le feu continu de l’artillerie ennemie qui brise l’épée de Sancerre et une partie de son armure. L'ennemi est repoussé et le prince d'Orange tué. Louis envoie une dépêche au roi François Ier, qui ordonne alors une procession et une messe d’action de grâces pour célébrer ce succès. La ville de Saint-Dizier se voit octroyer la devise qui lui est restée : "Regnum sustinent" (ils soutiennent le royaume). 
Cependant, la ville est épuisée, les Impériaux s'emparent de Vitry-en-Perthois le 23 juillet, et, le 3 août, Louis IV envoie au duc de Guise une lettre dans laquelle il lui fait part de l’impossibilité pour Saint-Dizier de tenir plus longtemps, faute de munitions et de vivres. Or, cette lettre est interceptée par les Impériaux, qui s’empressent d’en tirer parti. Le chancelier de l’empereur, Granvelle, possède le chiffre utilisé par le comte de Sancerre, et n’a aucun mal à déchiffrer la lettre. Il possède également le sceau du duc de Guise. Le 7 août 1544, les assiégés reçoivent une lettre portant le fameux sceau, et les invitant à se rendre dans les meilleures conditions possibles. L'accord de reddition est négocié pied à pied et signé le 10 août : il prend effet le 17 août avec les honneurs de la guerre, les Français évacuant alors St-Dizier et Charles Quint y entrant. St-Dizier revient d'ailleurs aux Français dès la paix de Crépy du 18 septembre 1544. 